# Bahnhof Elmshorn

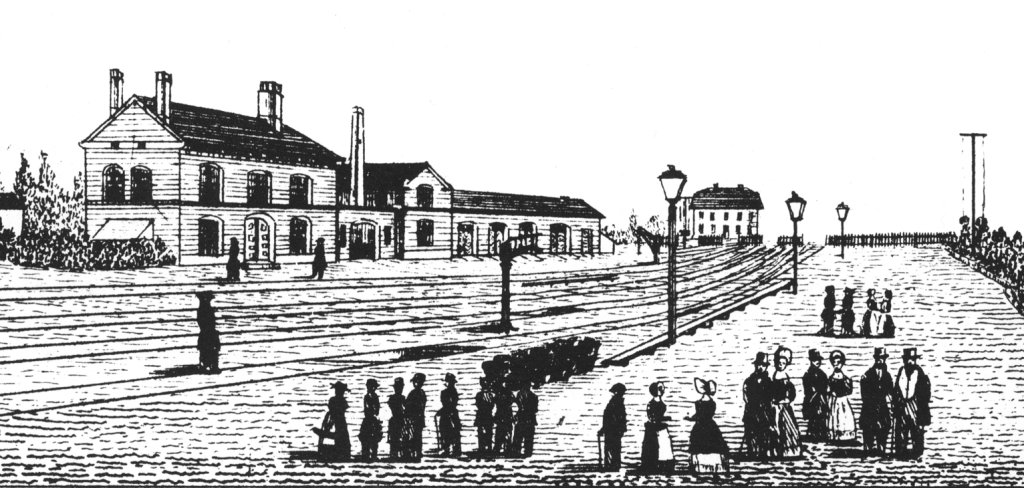
Bahnhof Elmshorn (1844)

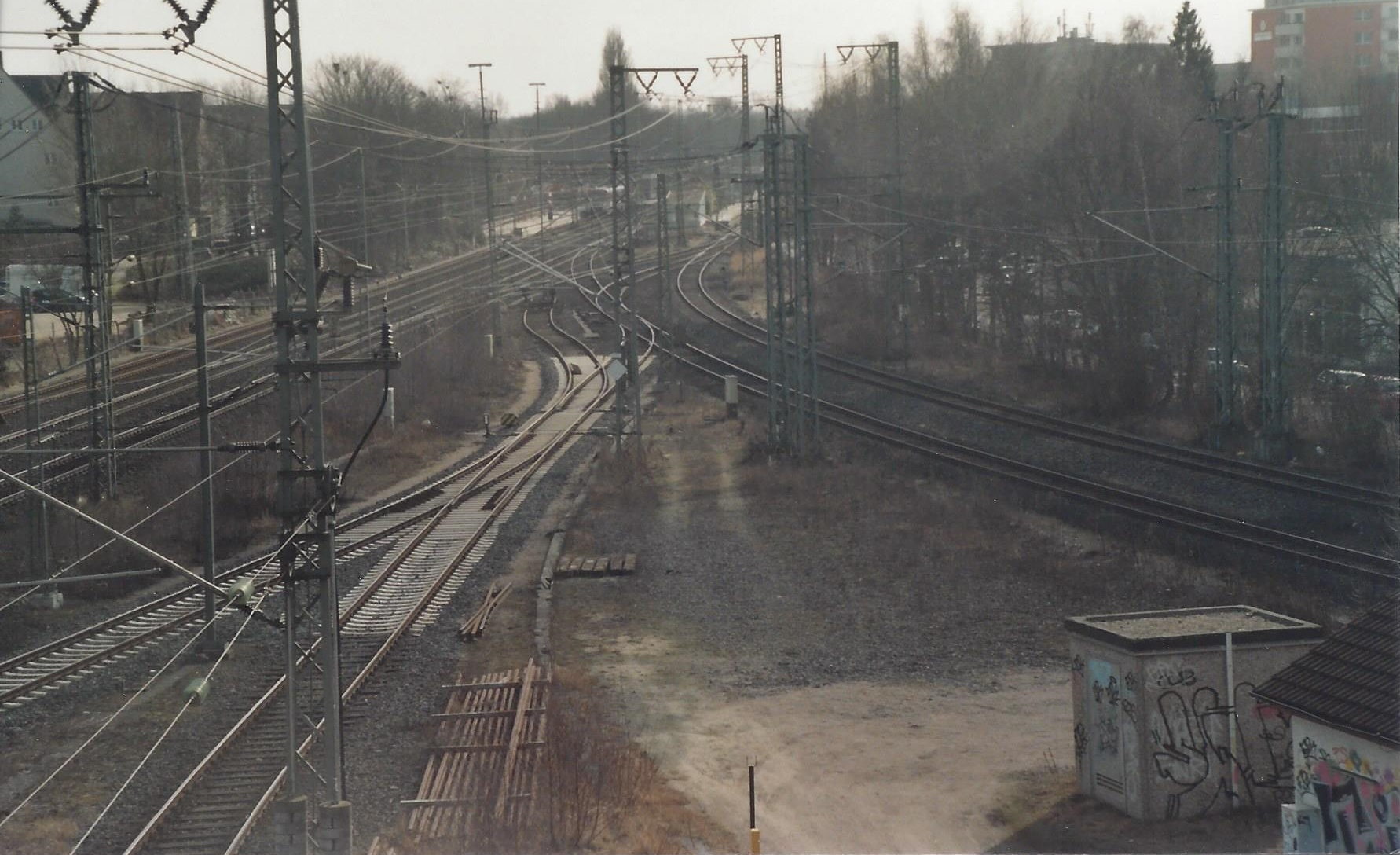
Abzweig der Marschbahn (2013)

Der Bahnhof Elmshorn ist ein Personenbahnhof im schleswig-holsteinischen Elmshorn. Hier treffen die Strecke Hamburg-Altona–Kiel und die Marschbahn aufeinander. Außerdem ist Elmshorn Ausgangspunkt der Bahnstrecke Elmshorn–Bad Oldesloe. Mit knapp 17.000 täglichen Reisenden (2017) ist er damit der am drittstärksten frequentierte Bahnhof in Schleswig-Holstein.

## Geschichte
Der Elmshorner Bahnhof wurde am 18. September 1844 gleichzeitig mit der Eröffnung der Bahnstrecke Altona–Kiel (AKE) in Betrieb genommen.
Die Glückstadt-Elmshorner Eisenbahn-Gesellschaft (GEEG) eröffnete am 20. Juli 1845 die Bahnstrecke von Elmshorn nach Glückstadt. Diese wurde zu späterer Zeit weiter nach Norden verlängert und führt heute bis nach Westerland auf Sylt (Marschbahn).
Die Betriebsgesellschaften dieser Strecken wurden 1887 (AKE) und 1890 (GEEG) durch die Preußische Staatseisenbahnen übernommen.
1896 wurde schließlich durch die Elmshorn-Barmstedter Eisenbahn-AG (EBOE) eine weitere Bahnstrecke am Bahnhof Elmshorn eröffnet: die Bahnstrecke Elmshorn–Bad Oldesloe.
Das ehemalige Stichgleis zur Fabrik von Peter Kölln und dem Hafen wurde Anfang der 1990er Jahre demontiert.

## Betrieb
In Elmshorn verkehrt die Nordbahn auf den Regionalbahnlinien RB61 und RB71 von Itzehoe nach Hamburg Hauptbahnhof bzw. von Wrist nach Hamburg-Altona. Zu den Hauptverkehrszeiten starten und enden einige Züge der Nordbahn in/aus Richtung Hamburg in Elmshorn. Regional-Express-Züge der Linien RE7 und RE70 der DB Regio Schleswig-Holstein verbinden den Hamburger mit dem Kieler Hauptbahnhof und die Linie RE6 verbindet Hamburg-Altona über die Marschbahn mit Westerland auf Sylt. Die Linie RE7 wird in Neumünster geteilt und fährt jeweils bis nach Flensburg und Kiel. Die AKN fährt auf der Bahnstrecke Elmshorn–Bad Oldesloe über Barmstedt nach Ulzburg Süd.
Die Strecke Hamburg-Altona–Kiel ist in voller Länge elektrifiziert, die Marschbahn nur bis Itzehoe.
Der Elmshorner Bahnhof verfügt über vier Bahnsteiggleise. Auf Gleis 1 mit einem Seitenbahnsteig verkehren Regional-Express-Züge der DB Regio Richtung Kiel, Flensburg sowie nach Westerland und die Regionalbahnen der Nordbahn nach Itzehoe und Wrist. Von den Gleisen 2 und 3 mit einem teilweise überdachten Inselbahnsteig fahren Züge Richtung Itzehoe und Hamburg und auf dem Kopfgleis 1a neben Gleis 1 die Züge der AKN. Vor dem Bahnhof befindet sich der ZOB der Stadt. Mit drei durchgehenden Gleisen für Deutsche Bahn und Nordbahn ist die Kapazität des Bahnhofs sehr gering. Nördlich des Bahnhofs gibt es sowohl an der Marschbahn als auch an der Strecke nach Neumünster jeweils ein Überholgleis und zwei Abstellgleise.

## Linien
| Linie | Verlauf | EVU         | Fahrzeugmaterial                                           | Taktangebot |
| ----- | --- | ----------- | ---------------------------------------------------------- | ----------- |
| RE 6  | Westerland (Sylt) – Niebüll – Husum – Heide (Holst) – Itzehoe – Elmshorn – Hamburg-Altona                                                             | DB Regio SH | Bombardier Traxx P160 DE ME + 4-10 Bombardier Married Pair | Stundentakt |
| RE 7  | Flensburg – Schleswig – Rendsburg –\| Kiel Hbf –\| Neumünster – Elmshorn – Hamburg Hbf                                                                | DB Regio SH | Bombardier Twindexx Vario (RE7 2x, RE70 1x)                | Stundentakt |
| RE 70 | Kiel Hbf – Neumünster – Elmshorn – Hamburg Hbf | DB Regio SH | Bombardier Twindexx Vario (RE7 2x, RE70 1x)                | Stundentakt |
| RB 61 | Itzehoe – Elmshorn – Pinneberg – Hamburg Hbf | nordbahn    | Stadler FLIRT 3                                            | Stundentakt |
| RB 71 | Wrist / Itzehoe – Elmshorn – Hamburg-Altona | nordbahn    | Stadler FLIRT 3                                            | Stundentakt |
| A3    | Ulzburg Süd – Henstedt-Ulzburg – Alveslohe – Langeln – Barmstedt – Barmstedt Brunnenstraße – Voßloch – Bokholt – Sparrieshoop – Langenmoor – Elmshorn | AKN         | LHB VTA                                                    | Stundentakt |

(Stand: 2022)

## Zukunft
Da zum Elmshorner Bahnhof städtebauliche und funktionale Missstände gehören, wie zum Beispiel die schlechte Anbindung an den Busverkehr oder der unzureichende Wetterschutz, sollte er neu gestaltet werden. Dieses Vorhaben scheiterte jedoch. Allerdings bewarb sich die Stadt Elmshorn Ende 2008 erfolgreich im Rahmen des Europan-Architektenwettbewerbes. Geplant ist der Bau eines urbanen Daches. Zudem soll die Hamburger S-Bahn-Linie S3 von Pinneberg nach Elmshorn verlängert werden und zur Entlastung soll ein drittes Gleis in dieser Relation entstehen. Im Zuge der Planung soll der Bahnhof etwas weiter nach Süden verlegt werden. Es wird überlegt, eine Bahnhaltestelle „Elmshorn Süd“ zu errichten.